# Lou Rawls
Pour les articles homonymes, voir Rawls.
Louis Allen Rawls dit Lou Rawls (Chicago, 1er décembre 1933 – Los Angeles, 6 janvier 2006) était un chanteur de jazz, de blues et de soul américain.

## Biographie

### Premiers pas
Élevé par sa grand-mère, Louis Allen Rawls passa son entière jeunesse dans la ville de Chicago, les formations dont il faisait partie passant avec les années. Dès l'âge de 7 ans, il chante dans un chœur à l'église. Après l'école, lui et son copain Sam Cook se retrouvent au sein du "Teenage Kings of Harmony", un groupe de gospel local. Adolescent, il devient membre des "Holy Wonders" puis des "Highway QCs"... remplaçant son ancien camarade de classe en partance pour les Soul Stirrers.
À 20 ans, Louis confirme ses ambitions de chanteur gospel en rejoignant la troupe des "Chosen Gospel Singers" ; il y vit ses premières années de métier avant de rejoindre les "Pilgrim Travelers" (1954). Stabilisé, il ne quitte son nouveau groupe que pour effectuer son service militaire entre 1956 et 1958 ; à son retour, il réintègre la formation et repart en tournée... une nouvelle fois en compagnie du jeune Sam Cook, que l'on nomme désormais Cooke et célèbre depuis son You Send Me (1957).
C'est au cours de cette tournée avec les "Pilgrim Travelers" qu'il est gravement blessé lors d'un accident de voiture. Déclaré mort, finalement dans le coma, souffrant d'amnésie durant près de trois mois, Louis prend la brutale décision de rompre avec le gospel (et, ce faisant, avec son groupe). Un an de récupération plus tard, le chanteur part pour Los Angeles et enchaîne les tournées dans les cafés et clubs de la ville. Remarqué par Nick Venet, de chez Capitol, il signe en 1962 son premier contrat solo et fait partie la même année des chœurs sur le titre Bring it home to me, de Cooke.

### Le jazzman
Entre 1962 et 1966, Lou Rawls commercialise 6 albums chez Capitol. Gardant le style qui lui a permis de lancer sa carrière, le chanteur reste fidèle au jazz malgré les limites commerciales du genre. Ainsi les ventes ne décollent guère, et il faut attendre The Shadow of Your Smile (1966) pour que Rawls place un titre dans les charts R&B. Des titres qu'il a enregistrés à cette période, on peut également retenir Stormy Monday (1962), Willow Weep for Me (1962), St James Infirmary (1964).
En février 1966 paraît "Live !", son 6e LP enregistré en concert. Encore très jazz, il est néanmoins parsemé de nombreuses phases parlées, proches en leur intensité de certains titres soul. L'album devient gold (500.000 exemplaires vendus) et accélère la carrière de Rawls, chargé en août de la même année de faire la première partie des Beatles, à Cincinnati. Le chanteur y promeut alors les titres de son nouvel album, "Soulin'".

### Carrière soul
"Soulin'" (1966), c'est un premier tournant dans la carrière de Lou Rawls. Le chanteur s'est en effet décidé à chanter de la soul et les effets du virage artistique ne tardent pas puisque l'album se vend très bien, porté par le premier tube de Rawls, Love is a Hurting Thing (n°1 des ventes R&B, proche du Top 10 Pop). Si "Soulin'" surprend par le mélange parfois maladroit de soul et de jazz, il marque les débuts d'une carrière grand public pour Lou Rawls.
La fin des années 1960 sourit au chanteur. En 1967, il enregistre Dead End Street pour lequel il reçoit un premier Grammy et qui se vend également très bien (3e des ventes R&B). Peu à peu, le chanteur délaisse complètement ses origines jazz pour verser dans de la soul bien plus nette que celle de "Soulin'". Sa reprise de Your Good Thing (Is About to End) (1969) est un tube, de même qu'il décroche un nouveau Grammy pour A Natural Man (1971).

### Le son de Philadelphie
Comme pour beaucoup d'artistes soul, les années 1970 voient la carrière de Rawls s'essouffler. Chez MGM depuis 1971, il ne retrouve guère les charts R&B. Il faut attendre 1975 et un bref passage par le label Dell pour que son titre She's gone lui permette de retrouver le succès. En 1976, Lou Rawls rejoint le label Philadelphia International Records et enregistre un nouvel LP, "All Things In Time".
Dynamitées par le tube You'll Never Find Another Love like Mine, les ventes de l'album décollent pour bientôt atteindre le million aux États-Unis (disque de platine). Sur cette lancée largement empreinte de disco, Lou Rawls enregistre de nombreux succès durant la fin des années 1970 : Groovy People (1976), See You When I Git There (1977), Lady Love (1978), Let Me Be Good To You (1979).

## Grammy Awards
- 1967 - Meilleure interprétation solo de Rhythm and Blues avec « Dead End Street ».
- 1971 - Meilleure interprétation solo de Rhythm and Blues avec « A Natural Man ».
- 1977 - Meilleure interprétation solo de Rhythm and Blues avec « Unmistakably Lou ».

## Discographie
- 1962  Stormy Monday (Blue Note)
- 1962  Black and Blue (Capitol)
- 1963  Tobacco Road (Capitol)
- 1964  For You My Love (Capitol)
- 1965  Lou Rawls and Strings (Capitol)
- 1965  Nobody But Lou (Capitol)
- 1966  Live! (Capitol)
- 1966  The Soul-Stirring Gospel Sounds of the Pilgrim Travelers (Capitol)
- 1966  Soulin' (Capitol)
- 1966  Carryin' On (Capitol)
- 1967  Too Much! (Capitol)
- 1967  That's Lou (Capitol)
- 1967  Merry Christmas Ho! Ho! Ho! (Capitol)
- 1968  Feelin' Good (Capitol)
- 1968  You're Good for Me (Capitol)
- 1969  The Way It Was: The Way It Is (Capitol)
- 1969  Your Good Thing (Capitol)
- 1969  Close-Up (Capitol)
- 1970  You've Made Me So Very Happy (Capitol)
- 1970  Bring It On Home (Capitol)
- 1971  Down Here on the Ground/I'd Rather Drink Muddy Water (Capitol)
- 1971  Natural Man (MGM)
- 1972  Silk & Soul (MGM)
- 1972  A Man of Value (MGM)
- 1973  Live at the Century Plaza (Rebound)
- 1975  She's Gone (Bell)
- 1976  All Things in Time (Philadelphia International)
- 1976  Naturally (Polydor)
- 1977  Unmistakably Lou (Philadelphia International)
- 1977  When You Hear Lou, You've Heard It All (Philadelphia International)
- 1978  Lou Rawls Live (Philadelphia International)
- 1979  Let Me Be Good to You (Philadelphia International)
- 1979  In Concert: Recorded with the Edmonton Symphony Orchestra [live] (Dep Entertainment)
- 1980  Sit Down and Talk to Me (Philadelphia International)
- 1981  Shades of Blue (Philadelphia International)
- 1982  Now Is the Time (Epic)
- 1983  When the Night Comes (	Epic)
- 1984  Close Company (Epic)
- 1986  Love All Your Blues Away (Epic)
- 1988  Family Reunion (Gamble-Huff)
- 1989  At Last (Blue Note)
- 1990  It's Supposed to Be Fun (Blue Note)
- 1992  Portrait of the Blues (Capitol)
- 1993  Christmas Is the Time (Manhattan)
- 1995  Holiday Cheer (Cema Special Markets)
- 1995  Merry Little Christmas (EMI Special Products)
- 1998  Unforgettable (Going For)
- 1998  Seasons 4 U (Rawls & Brokaw)
- 1998  Brotherman! - Lou Rawls Sings The Hits (Blue Note)
- 1999  A Legendary Night Before Christmas (Platinum Disc)
- 2000  Swingin' Christmas (EMI-Capitol Special Markets)
- 2001  I'm Blesseseek  (Malaco)
- 2001  Christmas Will Be Christmas (Capitol)
- 2002  Oh Happy Day (601)
- 2003  Rawls Sings Sinatra (Savoy Jazz)
- 2003  Trying as Hard as I Can (Allegiance)
- 2006  Lou Rawls Christmas (HyLo Entertainment)

## Filmographie
- 2002 : Ma Famille D'abord (saison 2 épisode 7) - Il joue le rôle du docteur Rawls

1998: Blues Brother 2000: Lou, il chante à la fin du film avec le Louisiana Gator Boy